# Aschenpüster mit der Wünschelgerte

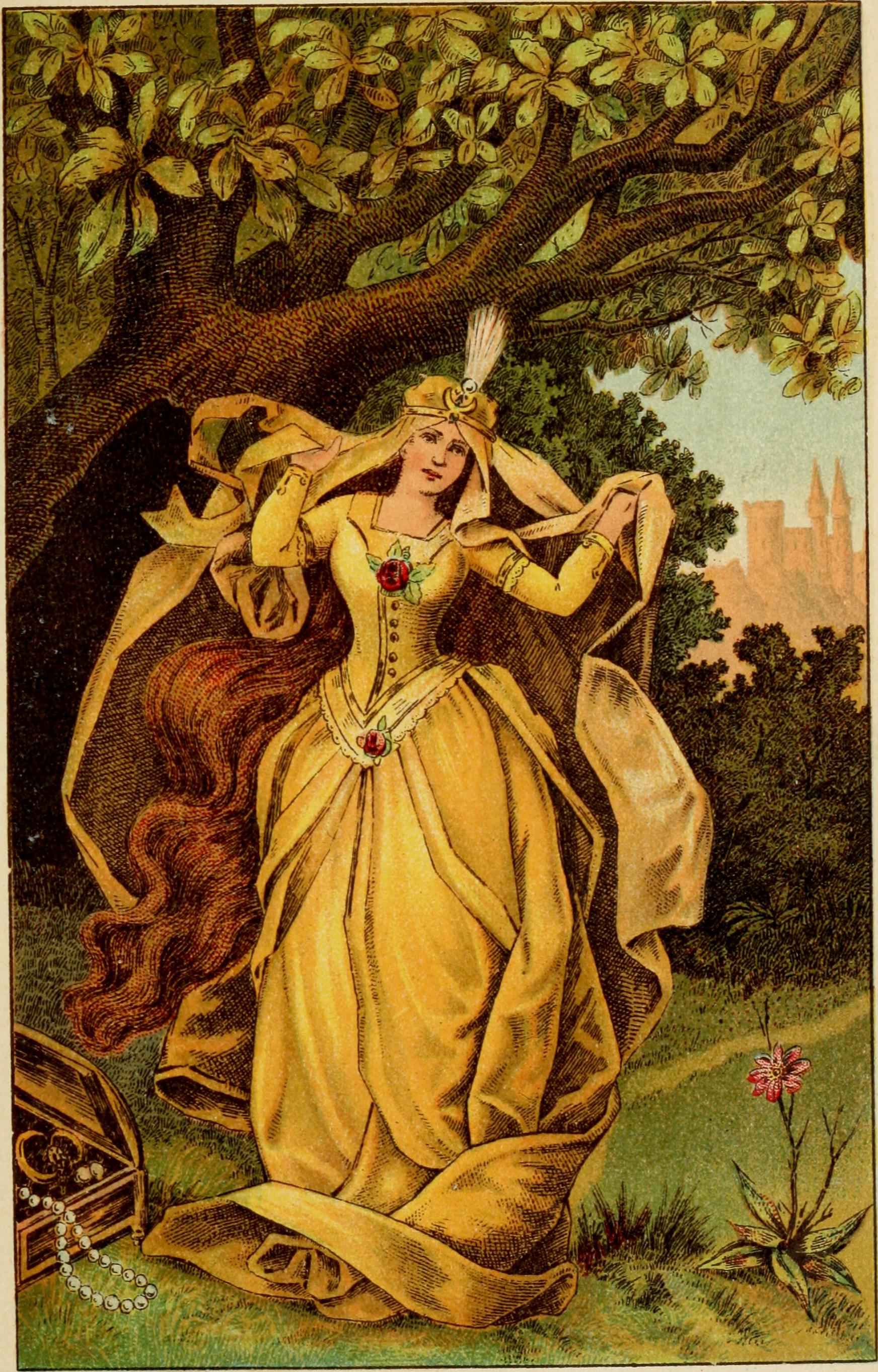
Illustration, 1890

Aschenpüster mit der Wünschelgerte ist ein Märchen (ATU 510 B). Es steht in Ludwig Bechsteins Neues deutsches Märchenbuch an erster Stelle und stammt aus Johann Jacob Mussäus’ Meklenburgische Volksmährchen in Jahrbücher des Vereins für meklenburgische Geschichte und Alterthumskunde, 1840 (Nr. 9: Aschenpüster).

## Inhalt
Ein reicher Mann hatte eine schöne Tochter, welcher er jeden Wunsch erfüllte. So schenkte er ihr etwa drei Kleider – eines aus Silber, eines aus Gold, und eines aus Diamant. Daraufhin wünschte sie sich eine Wünschelgerte. Um diese zu bekommen, gab der Vater all sein Geld aus und opferte sogar seine Seele dafür. Als Nächstes wünscht sich die Tochter einen schönen Prinz zum Gemahl. Diesen Wunsch kann der Vater ihr nicht mehr erfüllen, er stirbt. Die Tochter wünscht sich kraft der Wünschelgerte zu dem Schloss, in dem der schöne Prinz wohnt. Dort macht sie, verkleidet als Junge, Küchenarbeit und putzt des Prinzen Stiefel. Der Prinz veranstaltet drei Feste, auf welchen die am Hof nur als "Aschenpüster" bekannte Tochter in ihrer wahren Gestalt und je in einem ihrer drei Kleider erscheint. Die beiden tanzen miteinander und verlieben sich. Nach jedem der Feste verschwindet die Tochter aber schnell, um wieder verkleidet dem Küchendienst nachzugehen. Dafür benutzt sie ihre Wünschelgerte und die Formel „Hinter mir dunkel und vorne mir klar, daß niemand sehe, wohin ich fahr!“. Der Prinz ist schlecht gelaunt, weil er die schöne Fremde außerhalb der Feste nicht finden kann, obwohl er ihr in der dritten Nacht einen Ring geschenkt hatte. Als der vermeintliche Aschenpüster ihm diesen Ring eines Tages in den morgendlichen Kakao wirft, erkennt der Prinz sie. Die beiden heiraten, der Koch wird Truchseß.

## Herkunft
Bechstein nennt die Quelle bei Mussäus. Der Titel lasse irreführender Weise an Aschenputtel denken, ähnlich sei eher Das Nußzweiglein. Mussäus’ Text ist viel knapper. Walter Scherf bemerkt die Geradheit dieser Erzählung, die Bechstein ausschmückt, insbesondere die Begehrlichkeit des Vaters ins Gegenteil verkehrt. Die Formel „Hinter mir dunkel und vorne mir klar, daß niemand sehe, wohin ich fahr!“ stehe schon in Voß’ Idyllen. Vgl. Musäus’ Die Nymphe des Brunnens, Grimms Allerleirauh, Die wahre Braut, Prinzessin Mäusehaut, zum Baumschrank auch Die Alte im Wald, zum Verlobungsspruch Die zwölf Jäger. Vgl. auch Basiles I,6 Die Aschenkatze. Dass der Prinz der Zeit gemäß „Chocolade“ kriegt, scheint ein Witz Bechsteins.